# Vettavalam
Vettavalam é uma panchayat (vila) no distrito de Tiruvanamalai, no estado indiano de Tamil Nadu.

## Geografia
Vettavalam está localizada a 12° 06′ N, 79° 15′ L. Tem uma altitude média de 211 metros (692 pés).

## Demografia
Segundo o censo de 2001, Vettavalam tinha uma população de 13,401 habitantes. Os indivíduos do sexo masculino constituem 49% da população e os do sexo feminino 51%. Vettavalam tem uma taxa de literacia de 67%, superior à média nacional de 59.5%: a literacia no sexo masculino é de 75% e no sexo feminino é de 58%. Em Vettavalam, 11% da população está abaixo dos 6 anos de idade.